# مكتبة زاد
مكتبة زاد هي مكتبة لإصدارات مجموعة زاد للنشر والتي تُعنى بإنتاج وإصدار الكتب الشرعية والمصاحف، بدأت عام 1985م ويملكها الشيخ محمد صالح المنجد.